# Bacopa gratioloides
Bacopa gratioloides là một loài thực vật có hoa trong họ Mã đề. Loài này được (Cham.) Chodat mô tả khoa học đầu tiên năm 1904.